# Nematopsis grassei
Nematopsis grassei is een soort in de taxonomische indeling van de Myzozoa, een stam van microscopische parasitaire dieren. Het organisme komt uit het geslacht Nematopsis en behoort tot de familie Porosporidae. Nematopsis grassei werd in 1962 ontdekt door Theodorides.